# Escuela Estatal de Música Gnessin

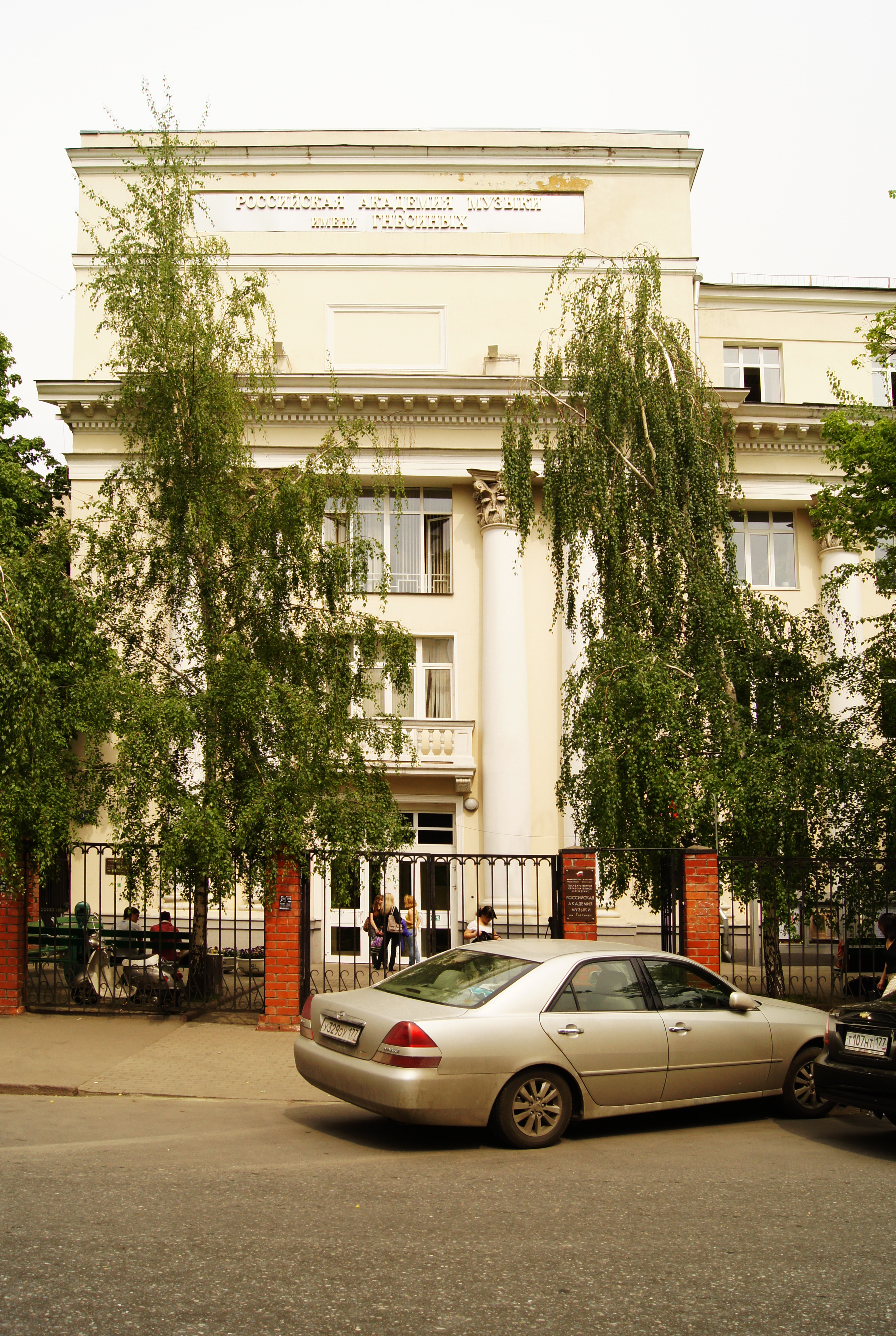
El edificio principal

La Escuela Estatal de Música Gnesin (Государственный музыкальный колледж имени Гнесиных en ruso) y Academia Rusa de Música Gnesin (Российская академия музыки имени Гнесиных en ruso) es una prestigiosa escuela de música de Moscú, Rusia.

## Historia
Originalmente conocida como el Instituto Gnesin, fue fundado el 15 de febrero de 1895 por tres hermanas: Evguenia Fabiánovna, Elena Fabiánovna y María Fabiánovna Gnesin. Las tres hermanas Gnesin habían estudiado piano y se habían graduado con honores en el Conservatorio de Moscú. La escuela se convirtió pronto en una escuela musical de élite, considerada como la segunda solo por detrás del Conservatorio de Moscú.

## Fundadoras
Las hermanas Gnesin nacieron en Rostov del Don, hijas del rabino de Rostov Fabián Ósipovich Gnesin. Según parece toda la familia tenía talento musical. Su hermano, Mijaíl Gnesin, fue un reputado compositor y profesor que posteriormente, entre 1945 y 1957, fue director del Instituto Gnesin.

## Antiguos alumnos
- Alexander Alyoshinsky, pianista ruso
- Georgy Andryushchenko, cantante de ópera ruso
- Valentina Antipenko, violinista rusa
- Alexey Arhipovsky, virtuoso de balalaika
- Yulianna Avdeeva, pianista rusa
- Nikolay Baskov, cantante ruso
- Sonya Belousova, compositor y pianista ruso-americana
- Evgeny Belyaev, cantante ruso
- Borís Berezovski, pianista ruso
- Ludmila Berlínskaya, pianista rusa
- Dima Bilán, cantante ruso, ganador de Eurovision
- Artyom Bogucharsky, actor y clarinetista ruso
- Hilary Bown, flautista
- Alexandr Brill, saxofonista de jazz ruso
- Dmitri Brill, saxofonista de jazz ruso
- Ivan S. Bukreev, cantante ruso
- Egor Bulatkin (KreeD), cantante y productor creativo ruso
- Roberto Cani, violinista italiano
- Mary Carne, cantante de jazz y actriz rusa
- Nikolai Choubine, pianista ruso
- Dinara Daurova, productora y cantante rusa
- Mauricio Daza, contrabajista colombiano
- Marina Deviátova, cantante rusa
- Boris Elkis, compositor ruso
- Ivan Farmakovsky, pianista y compositor de jazz ruso
- Misha Fomin, pianista rusa
- Andrey Gaponov, musicólogo, pianista y profesor ruso
- Alexander Goldstein, compositor ruso
- Valery Grokhovsky, pianista virtuoso de jazz y profesor ruso
- Alexander Gryzlov, violinista ruso
- Alina Ibragimova, violinista rusa
- Alexander Ivashkin, violoncelista ruso
- Eugene Izotov, oboista ruso
- Mungonzazal Janshindulam, pianista mongol
- Juliana Karaulova, cantante rusa
- Yuriy Karnyushin, cantante ruso
- Yuri Katz, productor musical israelí-americano
- Satí Kazánova, cantante rusa
- Yakov Kazyansky, compositor y pianista de jazz ruso
- Philipp Kirkorov, cantante y actor ruso
- Yevgueni Kisin, pianista ruso
- Lev Knipper, compositor ruso
- Alexander Knyazev, violoncelista ruso
- Iósif Kobzón, vocalista ruso
- Michael Korn, director americano
- Anastasia Kraynova, cantante, productora y locutora de radio
- Oleg Kroll, pianista de jazz ruso
- Julia Kryakova, violinista rusa
- Elena Kuznetsova, pianista y profesora rusa
- Edward M. Labkovsky, cantante ruso
- Irina Loskova, pianista alemana
- Irina Lankova, pianista rusa
- Nikolay Levinovsky, saxofonista ruso-americano
- Konstantin Lifschitz, pianista ruso
- Irina Loskova, compositora germano-rusa
- Pavel Lutsker, musicólogo, productor de radio y profesor ruso
- Oleg Maisenberg, pianista ruso
- Boris Midney, compositor, productor, arreglista, multinstrumentista e ingeniero de sonido ruso-americano
- Eduardo Mirabal, pianista y profesor venezolano
- Maksim Mirónov, tenor ruso
- Michael Miropolsky, violinista y director ruso
- Roman Moiseyev, director ruso
- Dr. Sofia Moshevich, profesora y pianista canadiense[5][6][7]
- Olga Moskvina, musicóloga y profesora ruso
- Quynh Nguyen, pianista vietnamita
- Irina Nikolayeva, pianista y profesora rusa
- Polina Nikolayeva, productora, compositora, cantante y pianista de jazz rusa
- Yury Nugmanov, guitarrista ruso
- Yakov Okun, pianista de jazz ruso
- Irina Otiyeva, cantante de jazz rusa
- Boris Parsadanian, commpositor armenio-estonio
- Olga Pashchenko, pianista rusa
- Ala Pávlova, compositora ruso-americana
- Ilya Pepenak, director y productor musical ruso
- Valeria Perfílova, cantante rusa
- Leonid Ptashka, pianista virtuoso de jazz ruso-israelí
- Elza Ritter, pianista y profesora ruso-americana
- Kirill Rodin, violoncelista ruso* Alexandra Platonova, cantante de ópera y rock metal, productora musical y actriz rusa
- Juliana Rogachyova, cantante de jazz rusa
- Olga Romanko, cantante ruso-italiana
- Kristina Rozhkova, arpista rusa
- Vadim Ruslanov, cantante ruso
- Alexei Sergeev, cantante ruso
- Prokhor Shalyapin, cantante ruso
- Konstantin Shamray, pianista ruso
- Vissarión Shebalín, compositor ruso
- Natalia Sheludiakova, pianista y profesora ruso-australiana
- Anatoly Sheludyakov, pianista ruso
- Sergey Shirokov, director de TV y productor ruso
- Vladimir Shkaptsov, cantante ruso
- Vladislav Shoot, compositor ruso
- Alexander S. Sibirtsev, cantante ruso
- Viktor Suslin, compositor ruso
- Yevgueni Svetlánov, director ruso
- Svoy, cantautor y productor ruso-americano
- Mikael Tariverdiev, compositor georgiano-armenio
- Valentina Tolkunova, cantante rusa
- Anna Tonkovid, productor, saxofonista y poeta rusa
- Daniil Trífonov, pianista ruso
- Dmitriy Varshavskiy, vocalista y guitarrista de hard-rock y heavy metal ruso
- Yúliya Vólkova, cantante rusa
- Alekséi Volodin, pianista ruso
- Victoria Volodina, violinista rusa
- Marina Yakhlakova, pianista rusa
- Alexander Zemtsov, violista y profesor ruso-alemán
- Igor Zubkovsky, violoncelista ruso
- Natalia Riazanova, violinista y directora orquestal ruso-mexicana

## Claustro de profesorado
- Timofei Dokschitzer, trompetista ruso-ucraniano
- Mikhail Fikhtengoltz, Russian violinista ruso
- Alexander Frautschi, Russian guitarristo ruso
- Grigori Gamburg, director ruso
- Mijaíl Gnesin, compositor ruso, hermano de las fundadoras
- Mariya Grínberg, pianista ucraniana
- Anna Kantor, pianista rusa
- Aram Jachaturián, compositor armenio
- Alexander Kobrin, pianista ruso
- Georg Orentlicher, profesor de acompañamiento de cámara y vocal
- Nelli Shkolnikova, violinista y profesora ruso-australiana